# Vrydagzynea vrydagzynoides
Vrydagzynea vrydagzynoides är en orkidéart som först beskrevs av Oakes Ames, och fick sitt nu gällande namn av Paul Ormerod. Vrydagzynea vrydagzynoides ingår i släktet Vrydagzynea och familjen orkidéer. Inga underarter finns listade i Catalogue of Life.